# 4. zongoraverseny (Beethoven)
Ludwig van Beethoven No. 4 G-dúr zongoraversenye az op. 58. számot viseli, melyet a zeneszerző 1805–1806 években komponált. 

## Keletkezése-története
A No 4., G-dúr zongoraversenyt Beethoven 1805-1806 években alkotta. A mű eredeti kézirata nem maradt fenn. Bemutatója Franz Joseph von Lobkowitz herceg palotájában volt egy privát koncerten, 1807 márciusában a Coriolan nyitány és a 4. szimfónia társaságában. A nyilvános bemutató 1808 december 22.-én, Bécsben a Theater an der Wien-ben zajlott, a szólista Beethoven volt. Ez volt az utolsó Beethoven zongoraverseny, amelynek bemutatójakor a zongoraszólamot maga Beethoven játszotta. 
A nyilvános bemutató előadás része volt annak a maratoni koncertsorozatnak, melyben Beethoven, mint szólista zenekarával bemutatta a Karfantáziát, az 5. szimfóniát és a 6. szimfóniát. Beethoven a verseny művet barátjának, tanítványának és patrónusának Habsburg–Lotaringiai Rudolf olmützi hercegérseknek dedikálta. A
z előző zongoraverseny komponálása óta hat esztendő telt el, mégsem mondható, hogy Beethoven elhanyagolta volna a koncert műfaját: ebben az időszakban komponálta hegedűversenyt, Hármasversenyét, a III. Leonóra-nyitányt, a 4. szimfóniát. A zenekar szinte minden titkát már megismerte, de tud mindent a zongoráról is. A mű sikeres ősbemutatóját követően viszonylag ritkán került előadásra, Felix Mendelssohn Bartholdy 1836-ban vette elő és adta elő a darabot. Napjainkban hanglemez felvételeken és koncerteken gyakran szereplő kedvelt mű a 4. zongoraverseny.

## Hangszerelés
A mű hangszerelése értelmében zongora, fuvola, 2 oboa, 2 fagott, 2 klarinét, 2 kürt, 2 trombita, üstdob, vonósok alkotják az előadói kört.

## Tételek
A mű 3 tételes.

### I. Allegro moderato
A G-dúr zongoraversenyben érdekes, formai szempontból merész lépésre szánja el magát a szerző, amikor szakít a Mozartnál megszokott építkezési törvényekkel: a versenyművet a szólóhangszerrel indítja. Nem bevezető jellegű zenét hallunk itt, hanem magát a főtémát. A zongora 5 ütemével indul a G-dúr zongoraverseny egy páratlanul személyes és egyben tartózkodóan szemérmes bemutatkozással, amelynek során mintegy rábízza a darab mondanivalóját, a maga féltve őrzött titkát a zenekarra, hogy az vigye el, a világnak üzenetét, teljesítse ki. Ez a tétel Beethoven zongoraversenyei közt a legsúlyosabb, a legvívódóbb hangvételű zene. A szonátatétel többi anyaga már ismerős, a francia hegedűversenyek induló jellegét idézi fel. A zongoraszólam felismerhetően magán viseli a környezetében született Beethoven művek (Op. 53 Waldstein-szonáta) jegyeit: Gondosan megmintázott szólamok, logikus építkezés, gazdaságosan csillogtatott virtuozitás.
 I.tétel?*

### II. Andante con moto
A lassú tétel, mintha közvetlenül kapcsolódna a mű elején megjelenő zongora bevezetéshez. A tétel azonban egy szenvedélyes feszült párbeszédet formál. A zongora és a zenekar két külön világot képvisel. A tétel tartalmát illetően számtalan magyarázat született, s volt aki szöveggel látta el ezt a rendkívüli muzsikát, volt aki szerint Beethoven Orpheuszra gondolt, aki az alvilág őreit kérlelte volna.
 II.tétel?*

### III. tétel – Rondo (Vivace)
A zárótétel kapcsolódik a lassú tétel megrázó párbeszédéhez. A rondó témája vidám pergő, de nem harsány, inkább messziről hangzó.Ezt a távoliságot erősíti az, hogy kezdetben határozatlan a tétel tonalitása: a G-dúr darab témáját C-dúrból indítja, s csak egy kis idő után erősíti meg az alaphangnem érzetét a hallgatóban. A tétel második témája vidám, felszabadult boldogságról, diadalról énekel.

## Kadencia
A 4. zongoraversenyhez számos zeneszerző és zongorista írt kadenciát: Beethoven (maga 2 kadenciát jegyzett le), 
Johannes Brahms, Clara Schumann, Ferruccio Benvenuto Busoni , Hans von Bülow, Ignaz Moscheles, Camille Saint-Saëns, Anton Grigorjevics Rubinstejn, Wilhelm Kempff, Nikolai Medtner, Eugen d'Albert, Leopold Godowsky, Samuil Feinberg és Marc-Andre Hamelin.

## Külső hivatkozások
- 4. zongoraverseny kották elérhetők a Musopen.com lapon
- Program Note for National Symphony by Thomas May

## Fordítás
Ez a szócikk részben vagy egészben a Piano Concerto No. 4 (Beethoven) című angol Wikipédia-szócikk ezen változatának fordításán alapul.  Az eredeti cikk szerkesztőit annak laptörténete sorolja fel. Ez a jelzés csupán a megfogalmazás eredetét és a szerzői jogokat jelzi, nem szolgál a cikkben szereplő információk forrásmegjelöléseként.